# Boldklubben 1903
El Boldklubben 1903, conocido como B 1903 Copenhague, es un equipo de fútbol de Dinamarca que milita en la Segunda División de Dinamarca, la cuarta liga de fútbol más importante del país.

## Historia
Fue fundado en el año 1903 en la capital Copenhague y ha sido campeón de la Superliga danesa en 7 ocasiones, siendo uno de los equipos con más títulos en el país y 2 títulos de copa en 4 finales jugadas.
A nivel internacional ha participado en 11 torneos continentales, donde su mejor participación ha sido en la Copa UEFA de 1991/92, en la que avanzó hasta los cuartos de final.
En 1992, el primer equipo se fusionó con el KB para dar origen al FC Copenhague, pero el equipo está activo actualmente en la Segunda División de Dinamarca.

## Palmarés
- Superliga danesa: 7

1920, 1924, 1926, 1938, 1969, 1970, 1976
- Copa de Dinamarca: 2

1979, 1986
- - Finalista: 2

1912, 1982

## Participación en competiciones de la UEFA
| Temporada | Torneo           | Ronda            | Club                 | Local      | Visita | Global |
| --------- | ---------------- | ---------------- | -------------------- | ---------- | ------ | ------ |
| 1965-66   | Copa de Ferias   | 2                | Dunfermline Athletic | 2-4        | 0-5    | 2-9    |
| 1970-71   | Copa de Europa   | 1                | Slovan Bratislava    | 2-2        | 1-2    | 3-4    |
| 1971-72   | Copa de Europa   | 1                | Celtic               | 2-1        | 0-3    | 2-4    |
| 1973-74   | Copa de la UEFA  | 1                | AIK Solna            | 2-1        | 1-1    | 3-2    |
| 1973-74   | Copa de la UEFA  | 2                | Dinamo de Kiev       | 1-2        | 0-1    | 1-3    |
| 1975-76   | Copa de la UEFA  | 1                | Köln                 | 2-3 (pró.) | 0-2    | 2-5    |
| 1977-78   | Copa de Europa   | 1                | Trabzonspor          | 2-0        | 0-1    | 2-1    |
| 1977-78   | Copa de Europa   | 2                | Benfica              | 0-1        | 0-1    | 0-2    |
| 1978-79   | Copa de la UEFA  | 1                | KuPS                 | 4-4        | 1-2    | 5-6    |
| 1979-80   | Recopa de Europa | Preliminar       | APOEL Nicosia        | 6-0        | 1-0    | 7-0    |
| 1979-80   | Recopa de Europa | 1                | Valencia             | 2-2        | 0-4    | 2-6    |
| 1983-84   | Copa de la UEFA  | 1                | Baník Ostrava        | 1-1        | 0-5    | 1-6    |
| 1986-87   | Recopa de Europa | 1                | Vitosha Sofia        | 1-0        | 0-2    | 1-2    |
| 1991-92   | Copa de la UEFA  | 1                | Aberdeen             | 2-0        | 1-0    | 3-0    |
| 1991-92   | Copa de la UEFA  | 2                | Bayern Múnich        | 6-2        | 0-1    | 6-3    |
| 1991-92   | Copa de la UEFA  | 3                | Trabzonspor          | 1-0        | 1-1    | 2-1    |
| 1991-92   | Copa de la UEFA  | Cuartos de final | Torino               | 0-2        | 0-1    | 0-3    |